# Лусиану Бебе
Лусиану Лима да Силва (более известный как Лусиану Бебе (порт. Luciano Bebê); 11 марта 1981, Риашан-ду-Жакуипи, Баия) — бразильский футболист, полузащитник.

## Карьера
Воспитанник клуба «Коринтианс». Начинал карьеру в клубах низших лиг Бразилии. В сезоне 2010/11 выступал в аренде в португальском клубе «Эшторил-Прая», за который сыграл 28 матчей и забил 1 гол в Сегунде. В августе 2011 года подписал контракт с кипрским клубом АЕЛ Лимасол. В первый же сезон в новой клубе выиграл чемпионат Кипра и осенью 2012 года принимал участие в групповой стадии Лиги Европы. После четырёх лет в клубе, покинул АЕЛ в 2015 году и отыграл ещё два сезона в высшей лиге Кипра за «Омонию» и «Неа Саламину». Сезон 2017/18 пропустил, но затем вернулся в футбол, отыграв ещё два сезона за клубы низших лиг Кипра. Завершил игровую карьеру в 2020 году.
С ноября 2021 по сентябрь 2022 года имел функционерскую должность в АЕЛе.

## Достижения
АЕЛ Лимасол
- Чемпион Кипра: 2011/12

## Личная жизнь
Сын Рафа (р. 2004) также футболист, воспитанник лимасольского АЕЛа.